# William Livingston
William Livingston (Albany, Nueva York, 30 de noviembre de 1723-25 de julio de 1790) fue un líder militar en la Guerra de Independencia de los Estados Unidos y fue el primer Gobernador del estado de Nueva Jersey desde 1776 hasta su muerte.